# Nissan Silvia

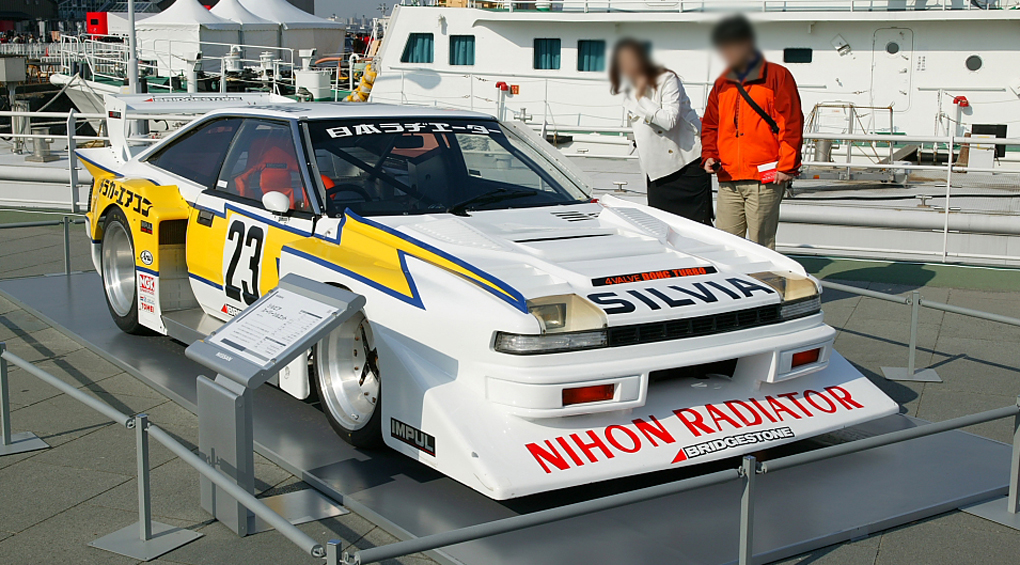
Samochód wyścigowy Silvia Super Silhouette

Nissan Silvia – sportowe coupé produkowane na przestrzeni lat przez Nissana oparte na platformie Nissan S. Samochód dzielił płytę podłogową z wieloma innymi modelami Nissana (m.in. z przygotowanym na rynek europejski 200SX, północnoamerykańskim 240SX czy też sprzedawanym na rynku japońskim 180SX), mimo to nazwa Silvia nie jest stosowana z nimi zamiennie.